# Wilhelminatoren (Valkenburg)

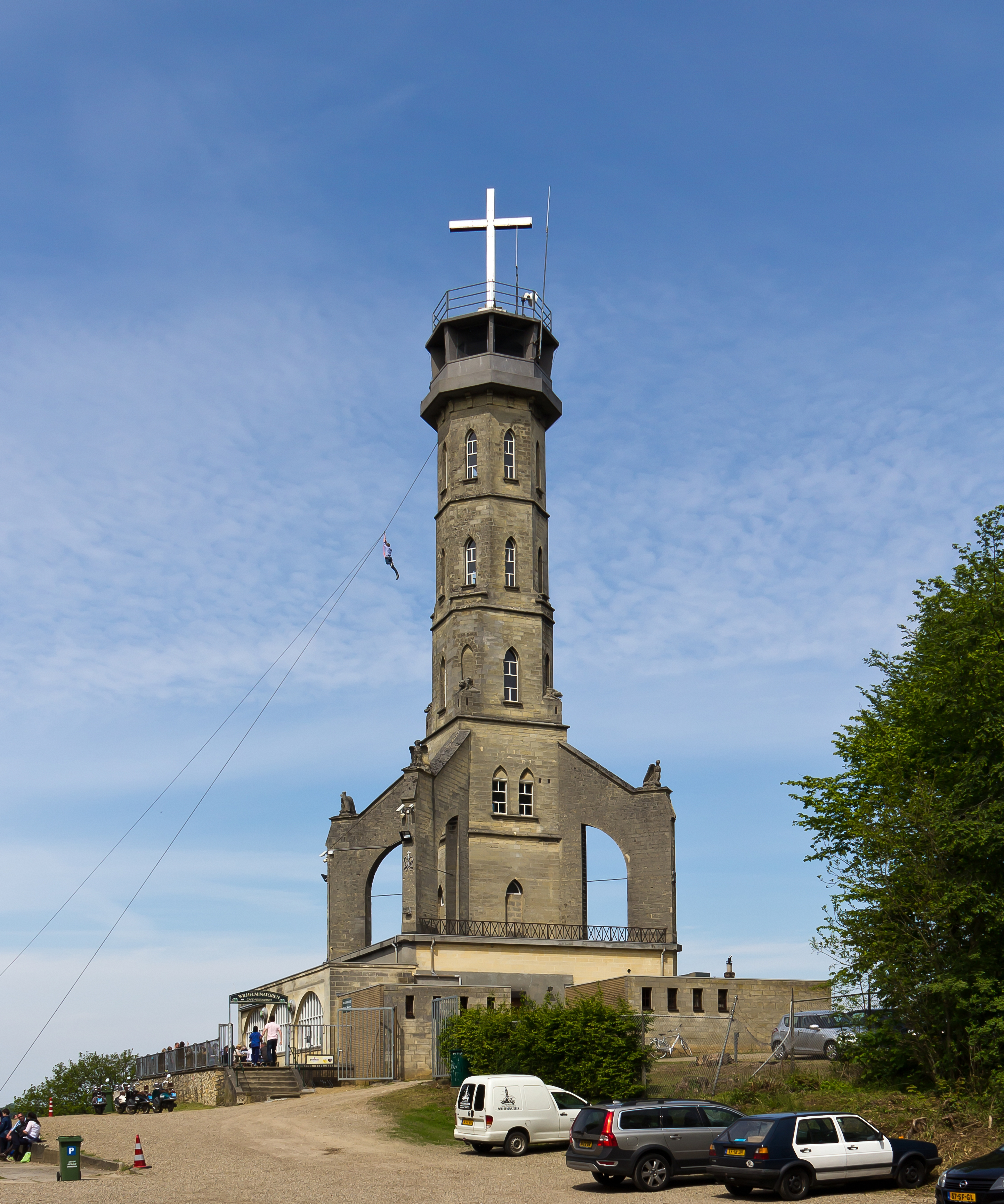
Tokkelbaan

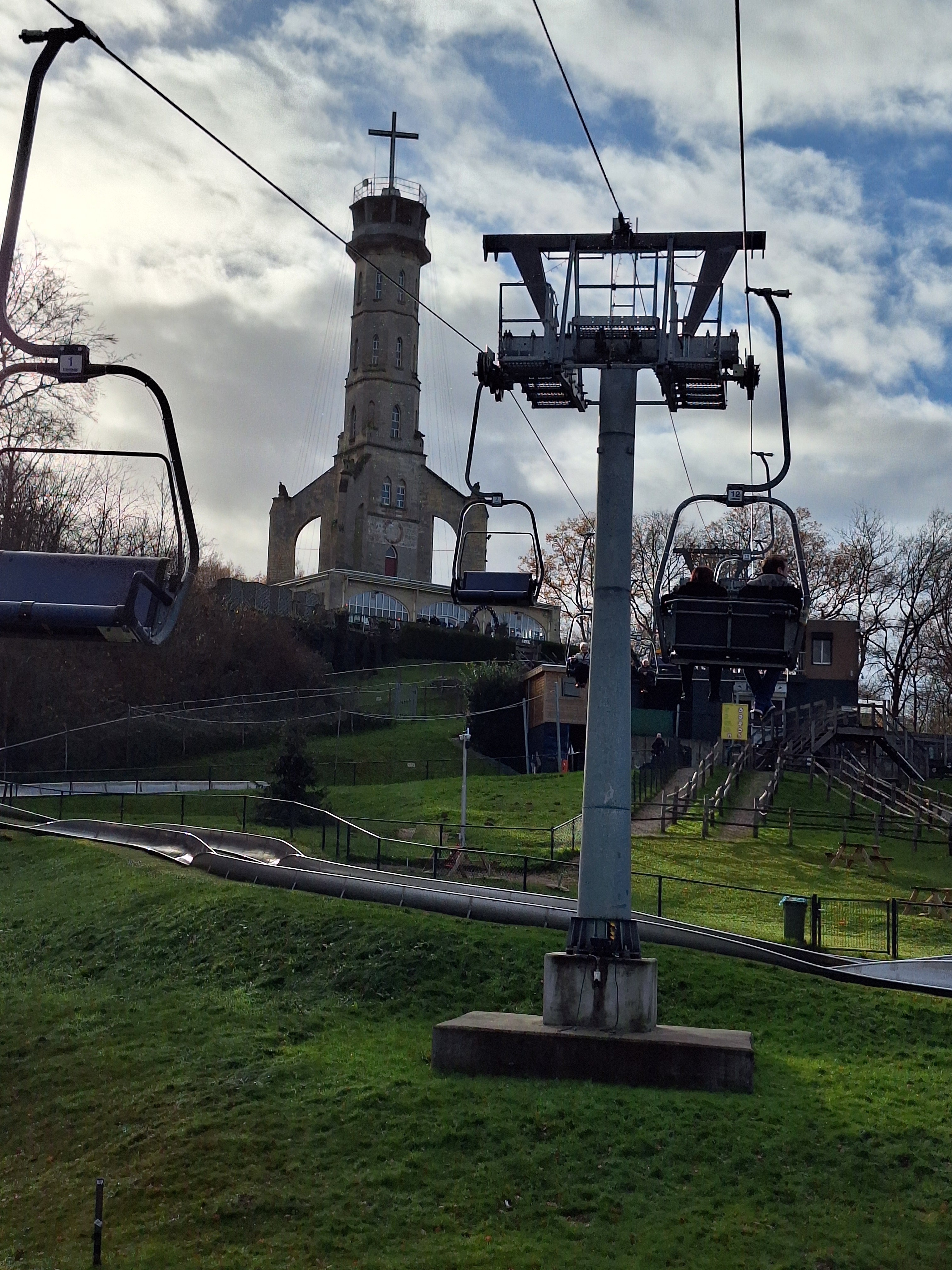
Kabelbaan

De Wilhelminatoren was een uitzichttoren in het Nederlandse stadje Valkenburg. Het dertig meter hoge rijksmonument uit 1906 stond op de Heunsberg en bood een weids uitzicht over het Zuid-Limburgse Heuvelland. In de vroege ochtend van 16 maart 2025 stortte de toren plotseling in.   

## Geschiedenis
De bouw van de toren kwam tot stand op initiatief van het Kurcomité Falcobergia, een in 1895 opgerichte concurrerende vereniging voor de tien jaar eerder opgerichte Valkenburgse Vereniging voor Vreemdelingenverkeer Het Geuldal. Beide verenigingen beoogden het opkomend toerisme in Valkenburg te bevorderen, maar daarbij speelden ook privébelangen een rol. In 1898 had Het Geuldal al een houten uitzichttoren laten bouwen in het Rotspark op de Cauberg. Deze werd in 1910 weer afgebroken. De Wilhelminatoren verrees in 1906 op de tegenoverliggende Heunsberg, destijds op het grondgebied van de gemeente Oud-Valkenburg. Het deels neogotische bouwwerk van Limburgse mergel werd in opdracht van het Kurcomité Falcobergia ontworpen door de lokale architect Christiaan Alfons Prevoo.
In 1922 werd de Wilhelminatoren voor een bedrag van 18.000 gulden eigendom van de familie Schetters-Bours, die er drie generaties lang een café-restaurant zou uitbaten. Er werden waterleiding, elektrisch licht en telefoon aangelegd en boven op de toren werd een houten dak geplaatst, zodat men ook bij slecht weer de toren kon beklimmen, maar dit dak woei diverse malen van de toren af. In 1930 werd op initiatief van pastoor Ad Welters een acht meter hoog lichtkruis van beton met neonbuizen boven op de toren geplaatst.
Tijdens de Tweede Wereldoorlog moest het kruis op last van de Duitse bezetters gedoofd blijven. In september 1944 raakte het bouwwerk door een granaatinslag beschadigd. In 1947 werd de toren gerestaureerd. Een jaar later, in de zomer van 1948, sloeg tijdens een noodweer de bliksem in het kruis. Pas in 1950 kon de neonverlichting worden hersteld, maar deze bleef voor problemen zorgen. Vanaf 1954 was de Wilhelminatoren per kabelbaan te bereiken vanaf de Neerhem in het centrum van Valkenburg. Ook liep er vanaf de top van de toren een tokkelbaan evenwijdig aan de kabelbaan en kon men er abseilen.
In 1968 werd het betonnen kruis, dat al sinds 1960 gedoofd was, verwijderd. Op initiatief van onder anderen Martin Eurlings werd in 1969 een actie gestart om een nieuw kruis te bekostigen. Het nieuwe, aluminium kruis werd op 11 februari 1972 geplaatst. In 1989 vond opnieuw een grote restauratie van het hele gebouw plaats. Vanaf 1997 was de exploitatie van het complex in handen van de familie Geenen. Het omvatte een café-restaurant, de kabelbaan, de later daaraan toegevoegde rodelbaan, en de Wilhelminagroeve, die verhuurd werd voor paintball en lasergames.
Vanuit Sibbe was de toren bereikbaar via de Heunsbergerweg. Tot in 2021 was er ook een wandelpad naar de toren. 
In de vroege ochtend van 16 maart 2025 stortte de Wilhelminatoren onverwachts ineen. De toren was al een tijdje dicht vanwege gepland onderhoud. Er was al eerder betonrot geconstateerd, maar dat was niet de oorzaak van de instorting. Er vielen geen doden of gewonden. De seismometer van het KNMI op het meetstation Valkenburg registreerde om 5.31 uur een signaal dat mogelijk verband hield met de ineenstorting. Omliggende meetstations registreerden ook trillingen, maar die van Valkenburg waren het sterkst.
Op 5 juni 2025 werd een steunbeer die nog overeind stond gesloopt om de situatie voor onderzoekers die de oorzaak van het instorten proberen te achterhalen veilig te maken.

## Beschrijving

### Architectuur
De Wilhelminatoren had een rechthoekige plattegrond en telde zeven bouwlagen. De raketvormige toren was gebouwd van mergelsteen en telde vier luchtboogachtige steunberen, bekroond met gebeeldhouwde, stenen valken. De toren had stalen spitsboogvensters en was versierd met waterlijsten, decoratieve smeedijzeren muurankers en waterspuwers. De toren werd gedekt met een achtzijdig tentdak bekroond met een groot, aluminium kruis, dat 's avonds en 's nachts verlicht was en in de wijde omgeving te zien was. De dakverdieping dateerde uit de jaren 1930 en werd uitgevoerd in beton. Rondom de eerste bouwlaag was een horecabedrijf en een smeedijzeren hekwerk.

### Uitzicht
De restanten van de Wilhelminatoren liggen op de Heunsberg, die op een hoogte van 145 meter NAP ligt. De toren kon beklommen worden en bood een weids uitzicht over het Geuldal en een deel van het Limburgse Heuvelland. Bij helder weer was het mogelijk om vanuit de toren het Duitse Aken en het Belgische Luik te zien liggen.

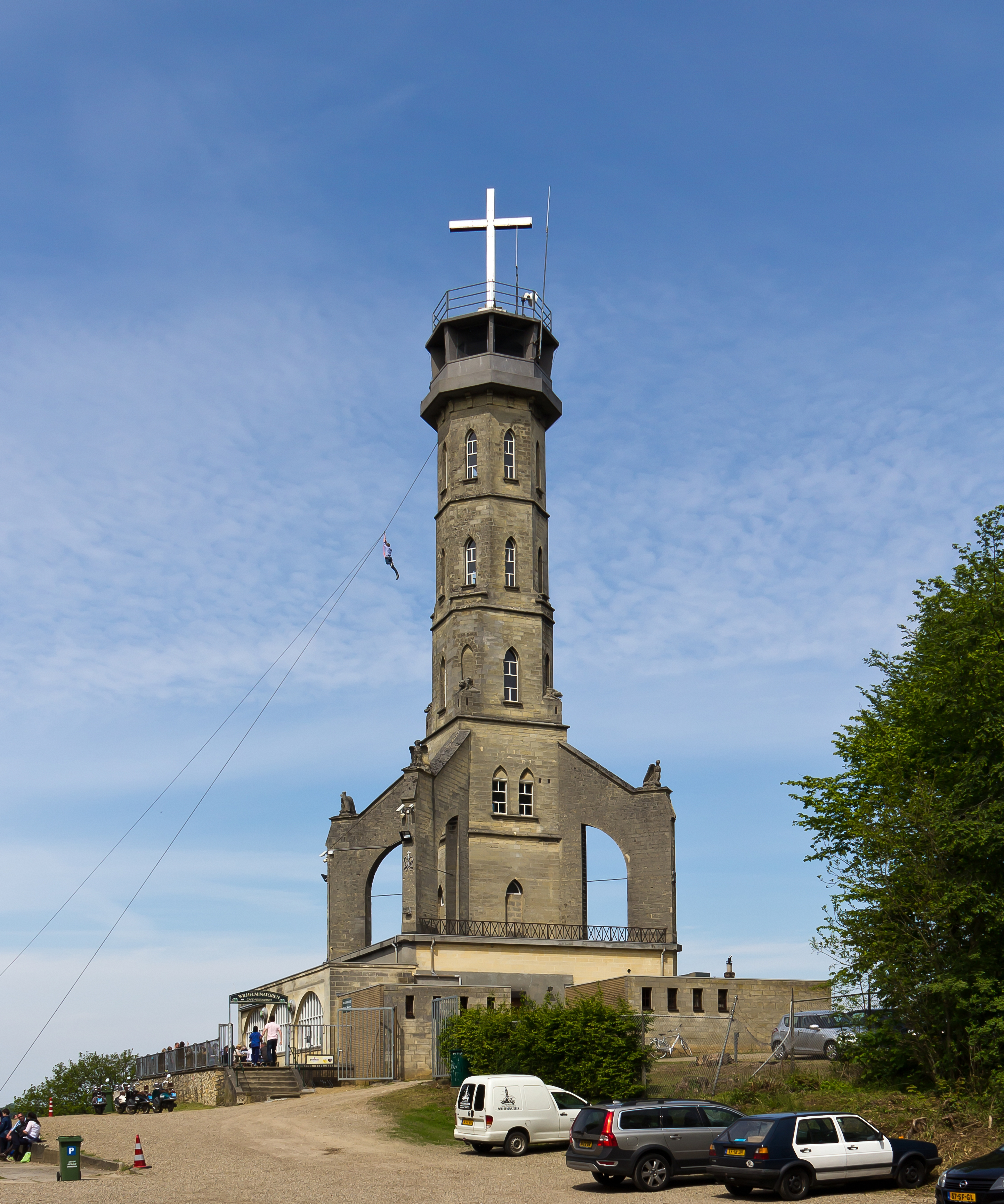
Vanuit het zuiden
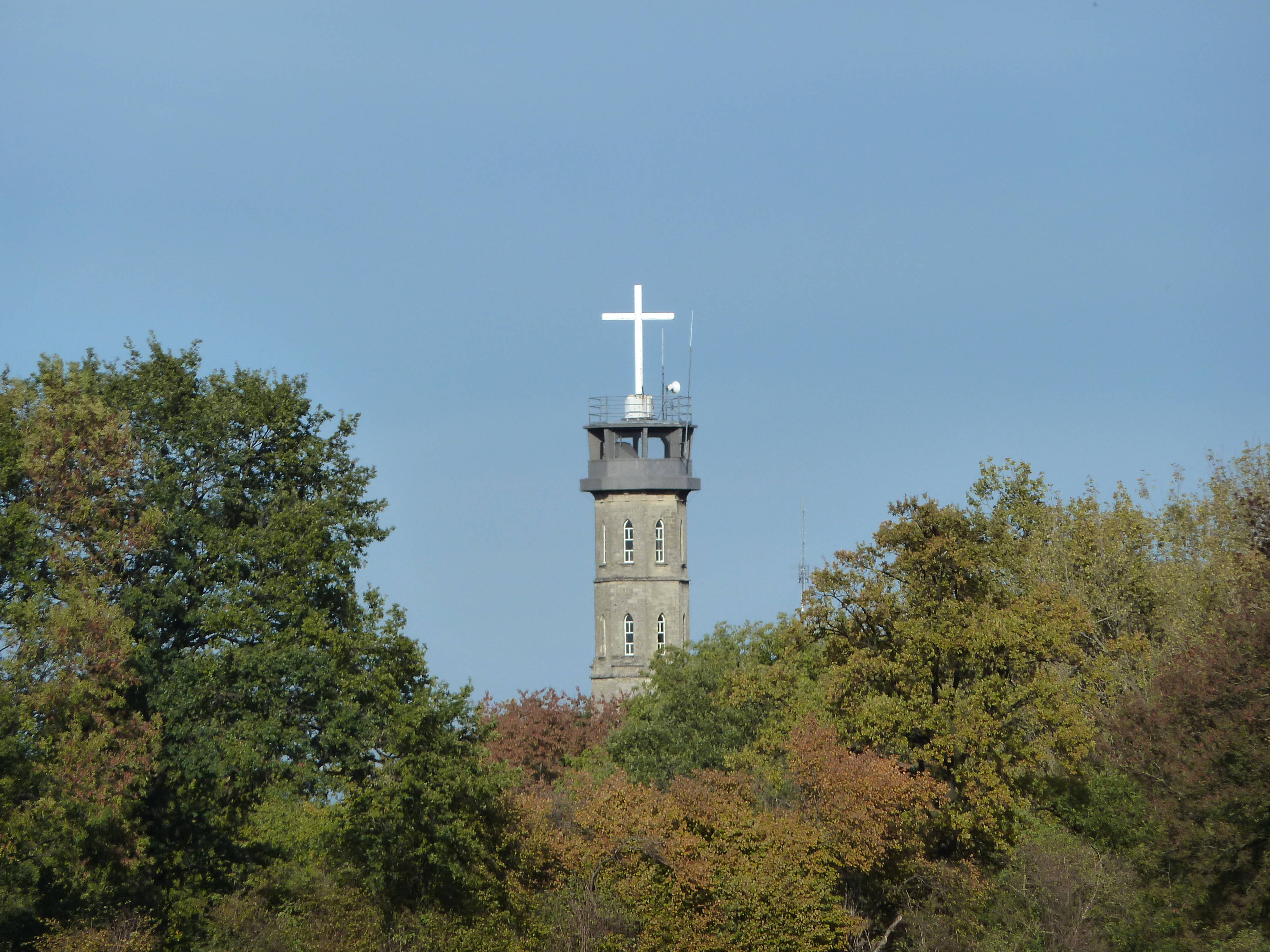
Vanuit Sibbe
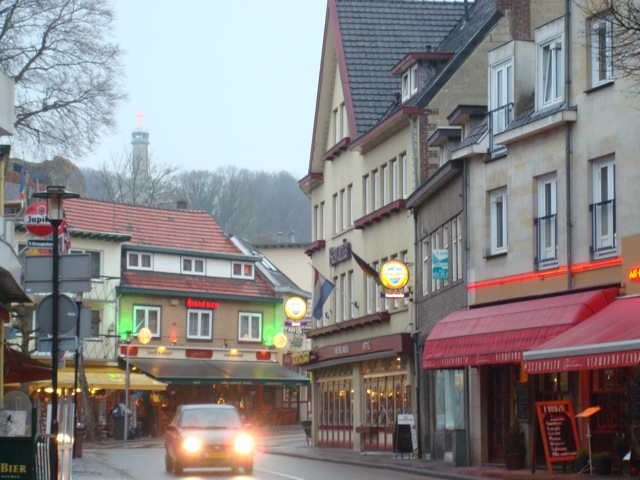
Vanuit Valkenburg
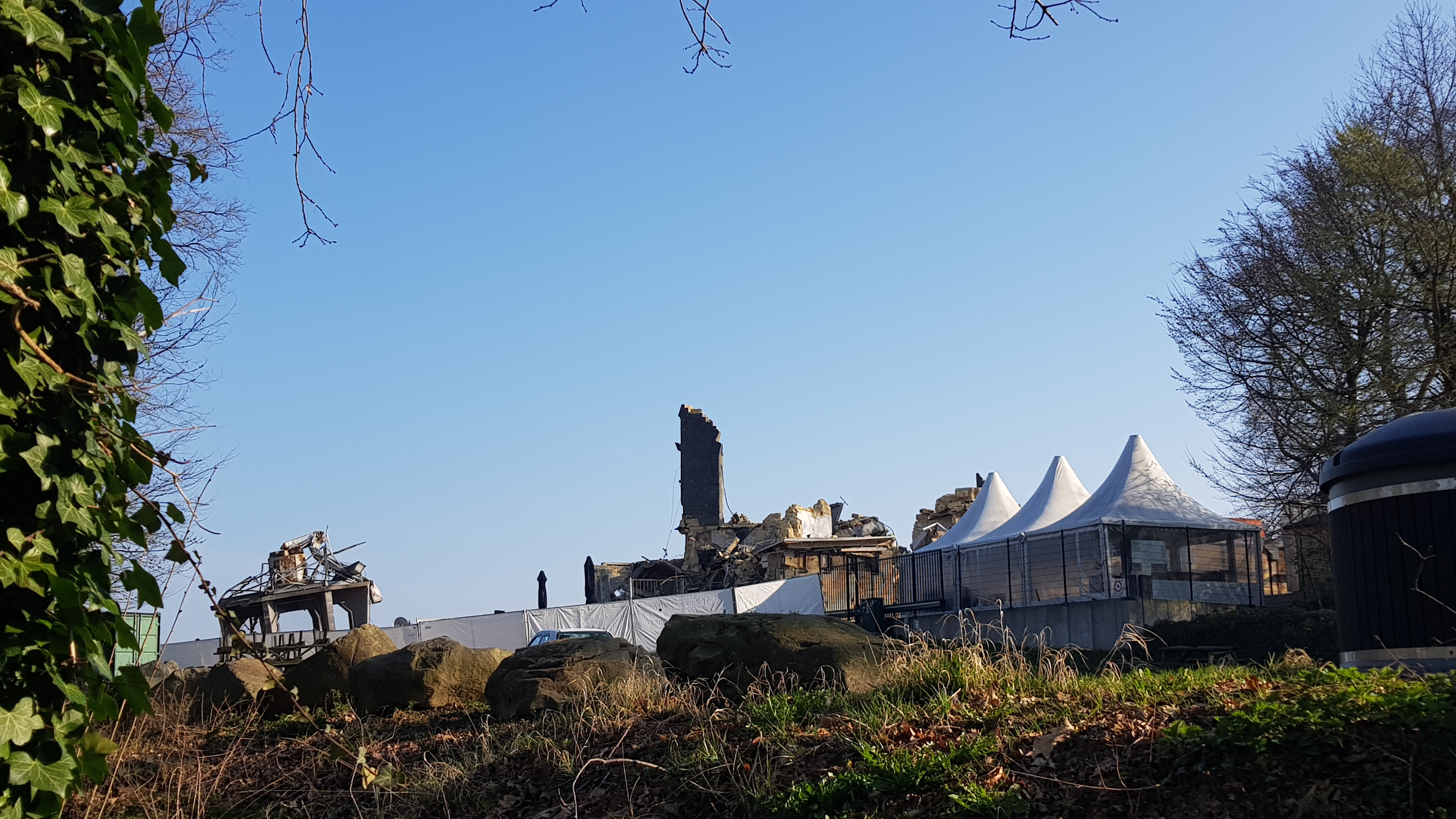
De ruïne van de Wilhelminatoren dagen na de instorting